# Гартли, Дэвид (младший)
Дэвид Гартли (младший) (англ. David Hartley (the Younger)) — (1732 — 19 декабря 1813) — британский государственный деятель, учёный и изобретатель, сын философа Дэвида Гартли.

## Карьера в политике
Депутат британского парламента от Кингстон-апон-Халл.
Был назначен королём Георгом III на должность Полномочного Посла их Британских Величеств, представлять Британскую сторону на переговорах с Соединенными Штатами Америки. Подписал Парижский мирный договор (1783 года) от лица Великобритании.
Гартли был первым депутатом британского парламента, предложившим законопроект о запрете торговли рабами.

## Биография
Гартли родился в городе Бат в графстве Сомерсет, Англия в 1732 году. 6 апреля 1747 года в возрасте 15 лет он поступает в Corpus Christi колледж, Оксфорд, где получает звание Бакалавр искусств 14 марта 1759 года.
В 1759 году становится студентом Линкольнс-Инн — одного из Судебных Иннов, адвокатских сообществ Великобритании.
Был другом и активно переписывался с Бенджамином Франклином. Яростный противник войны c Америкой.

## Изобретения
Гартли изучал химию и механику. В 1785 году он опубликовал книгу «Описание метода защиты зданий и кораблей от огня» («Account of a Method of Securing Buildings and Ships against Fire»), в которой описал способ прокладки стен и перекрытий зданий железными листами, препятствующими распространению пламени и проникновению воздуха. Для демонстрации своей технологии построил дом в пригороде Лондона и пригласил в этот дом короля Георга и его жену Шарлотту. Пока они завтракали на втором этаже дома, изобретатель поджег под ними первый этаж. Демонстрация пожароустойчивости здания прошла успешно и королевская чета осталась довольна.
Недалеко от места, где происходила демонстрация был воздвигнут обелиск с памятной надписью (получил статус охраняемого памятника). К обелиску можно пройти от ближайшего паба Телеграф (The Telegraph Pub).